# مايكل موركوك
مايكل جون موركوك (بالإنجليزية: Michael John Moorcock)‏ (مواليد 18 ديسمبر 1939) كاتب وموسيقي إنجليزي، مختص في مجال الخيال العلمي بشكل رئيسي، لكنه نشر روايات أدبية أيضًا. اشتهر بفضل شخصية إيرلك أوف ميلنيبوني التي ابتدعها في رواياته والتي أثرت بشكلٍ كبير في أدب الخيال في ستينيات وسبعينيات القرن الماضي.
عمل موركوك كمحرر لمجلة الخيال العلمي البريطانية نيو وردس من مايو 1964 حتى مارس 1971 ثم مرة أخرى من 1976 إلى 1996، وعزز أثناء عمله هذا من تطوير الخيال العلمي في المملكة المتحدة وفي الولايات المتحدة بشكلٍ غير مباشر، وساهم في ظهور «السايبربنك» وهو نوع من أنواع الخيال العلمي الذي يُركز على عالم التقنية المتطورة واستخداماتها الشريرة. كان موركوك بالإضافة لذلك موسيقيًا ناجحًا، فعمل مع فرق موسيقية شهيرة مثل هاوكويند وبلو أوستير كلت بالإضافة لفرقته الموسيقية الخاصة. وفي عام 2008 ذكرته صحيفة التايمز في قائمتها لأهم 50 كاتب بريطاني منذ عام 1945.

## سيرة ذاتية

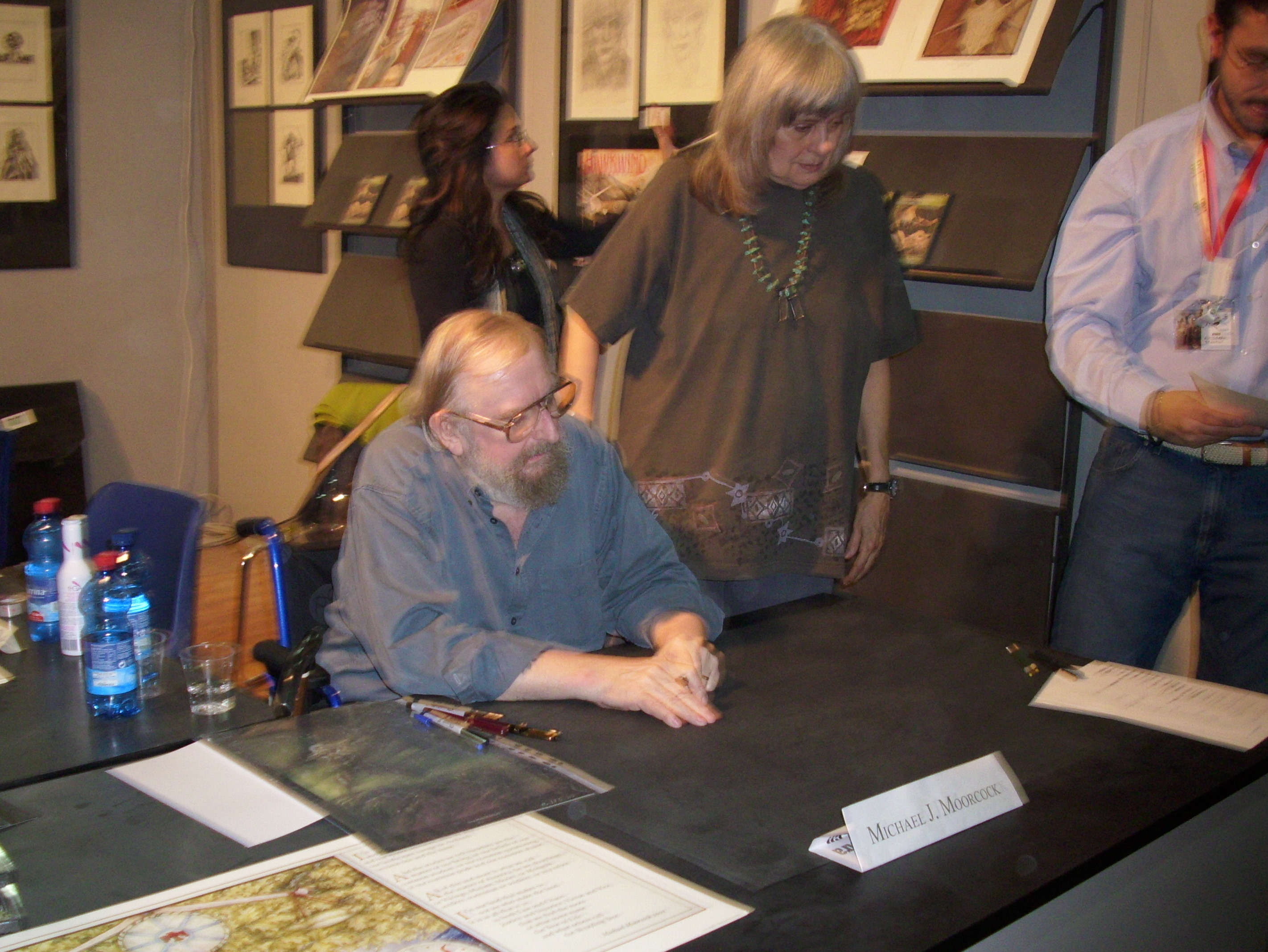
مايكل موركوك - 2009

ولد مايكل موركوك في لندن في ديسمبر 1939، وقد أثَّرت المناظر الطبيعية في لندن ولا سيما منطقة بوابة نوتينغ هيل ولادبروك غروف في بعض رواياته وأعماله الأدبية.
ذكر موركوك أن أكثر ثلاثة كتب أثرت فيه في صغره قبل دخول المدرسة كانت: ماستر مايند أوف مارس لإدغار رايس بوروس، وأبل كارت لجورج برنراد شو، وكونستابل سانت نيكولاس لإدوين ليستر أرنولد.
تزوج موركوك هيلاري بيلي وأنجب منها ثلاثة أبناء: صوفي (1963) وكاثرين (1964) وماكس (1972)، ثم تزوج جيل ريتشز، ثم تزوج ليندا ستيل في عام 1983.
مايكل موركوك عضو مؤسس في جمعية كتاب الخيال الأمريكيين والتي تتألف من ثمانية مؤلفين في مجال أدب الخيال في ستينيات القرن الماضي، بقيادة لين كارتر.
كُتبت أربع كتب سيرة ذاتية عن موركوك تناولت تحليل أعماله وتأثيره على أدب الخيال العلمي. انتقل موركوك في التسعينيات إلى تكساس في الولايات المتحدة مع زوجته الأمريكية ليندا، وغالبًا ما يقضي نصف السنة في تكساس والنصف الآخر في باريس.

## الآراء السياسة
يُشار إلى أعمال موركوك على أنها ذات محتوى سياسي. وفي إحدى المقابلات قال: «أنا فوضوي وبراغماتي وموقفي الأخلاقي الفلسفي أناركي». وقد وصف فلسفته السياسية بقوله: تتعامل كتبي بشكل متكرر مع الأبطال الأرستقراطيين مثل الآلهة وغيرهم، وينتهي كل منها بملاحظة تنص غالبًا بشكل مباشر على أنه لا ينبغي للمرء أن يخدم الآلهة ولا السادة بل عليه أن يكون سيد نفسه.

## الكتابة

### الخيال
بدأ موركوك الكتابة وهو في المدرسة، وأصبح في عام 1957 وهو بعمر السابعة عشر محررًا لمجلة طرزان أدفنتشر، حيث نشر ما لا يقل عن اثنتي عشرة من قصصه الخاصة خلال تلك السنة والسنة التي تليها. كتب في عام 1958 رواية الأدب الخيالي غولدن بارج والتي ظلت غير منشورة حتى عام 1980، عندما نشرتها دار سافوي.
أصبح موركوك محررًا لمجلة نيو وردس من مايو إلى يونيو 1964. وأصبحت المجلة تحت قيادته من أهم مجلات الخيال العلمي وساهمت بظهور ما يُعرف بالموجة الجديدة في أدب الخيال العلمي والتي شجعت على استخدام الأسلوب الأدبي واستخدام التطور التكنولوجي، بدلًا من كتابة الخيال العلمي بلغة صعبة وجافة. لم تُصنف بعض قصص الموجة الجديدة على أنها خيال علمي تقليدي، وبقيت مجلة العوالم الجديدة مثيرة للجدل خلال فترة رئاسة موركوك لتحريرها. كان موركوك يكتب خلال هذه الفترة مستخدمًا اسمًا مستعارًا أحيانًا «جيمس كولفين»، وكانت أغلب كتاباته عبارة عن قصص وروايات قصيرة.

## روابط خارجية
- مايكل موركوك على موقع IMDb (الإنجليزية)
- مايكل موركوك على موقع الموسوعة البريطانية (الإنجليزية)
- مايكل موركوك على موقع ميوزك برينز (الإنجليزية)
- مايكل موركوك على موقع إن إن دي بي (الإنجليزية)
- مايكل موركوك على موقع أول ميوزيك (الإنجليزية)
- مايكل موركوك على موقع ديسكوغز (الإنجليزية)
- مايكل موركوك على موقع قاعدة بيانات الفيلم (الإنجليزية)